# Molophilus (Molophilus) neofacinus
Molophilus (Molophilus) neofacinus is een tweevleugelige uit de familie steltmuggen (Limoniidae). De soort komt voor in het Neotropisch gebied.